# Jimmy Gibson
Pour les articles homonymes, voir Gibson et James Gibson.
James Davidson Gibson, couramment appelé Jimmy Gibson, est un footballeur international écossais, né le 12 juin 1901, à Larkhall, South Lanarkshire et décédé le 1er janvier 1978 . Évoluant au poste de défenseur, il est particulièrement connu pour ses saisons à Partick Thistle et Aston Villa, ainsi que pour être l'un des 11 Wembley Wizards.
Il compte 8 sélections pour 1 but inscrit en équipe d'Écosse, faisant notamment partie des Wembley Wizards.

## Biographie

### Carrière en club
Natif de Larkhall, South Lanarkshire, il commença sa carrière dans les clubs écossais de Kirkintilloch Rob Roy (en) et d'Ashfield (en), avant de signer pour Partick Thistle où il restera 7 saisons, y jouant plus de 200 matches (dont 170 de championnat) et y remportant la Coupe d'Écosse en 1921.
Il s'engagea ensuite pour le club anglais d'Aston Villa en 1927 pour un montant (record pour l'époque) de 7.500£. Il y restera 10 saison y jouant 225 matches. 
Son père, Neilly Gibson, fut aussi footballeur professionnel international écossais jouant pour Partick Thistle et les Rangers ainsi que ses frères Neil et Willie (en).

### Carrière internationale
Jimmy Gibson reçoit 8 sélections en faveur de l'équipe d'Écosse. Il joue son premier match le 17 avril 1926, pour une victoire 1-0, au Old Trafford de Manchester, contre l'Angleterre en British Home Championship. Il reçoit sa dernière sélection le 22 février 1930, pour une victoire 3-1, au Celtic Park de Glasgow, contre l'Irlande en British Home Championship. Il inscrit 1 but lors de ses 8 sélections.
Il participe avec l'Écosse aux British Home Championships de 1926, 1927, 1928 et 1930. Il participa à la fameuse victoire 5-1 contre l'Angleterre, le 31 mars 1928, à Wembley, ce qui lui vaut d'être l'un des onze Wembley Wizards.

#### Buts internationaux
| no | Date            | Lieu                 | Adversaire     | Score final | Compétition               |
| -- | --------------- | -------------------- | -------------- | ----------- | ------------------------- |
| 1  | 26 octobre 1926 | Ninian Park, Cardiff | Pays de Galles | 4-2         | British Home Championship |

## Palmarès

### Comme joueur
- Partick Thistle :
  - Vainqueur de la Coupe d'Écosse en 1921
  - Vainqueur de la British Cup en 1921
  - Vainqueur de la Glasgow Merchants Charity Cup en 1927